# Willus Brenner
Willus Brenner (* 31. März 1902 in Abstatt; † 10. Februar 1984) war ein deutscher Maler.

## Leben
Seine künstlerische Förderung erhielt er von 1917 bis 1923 durch den Mal- und Zeichenlehrer Gottlieb Grau am Lehrerseminar in Heilbronn. 1920 besuchte er auch Zeichenkurse bei Professor Walther Eberbach. Von 1927 bis 1931 studierte er an der Akademie der Bildenden Künste Stuttgart bei den Professoren Spiegel, Altherr, Kolig, Graf und Eckener. Seine erste Ausstellung hatte er 1931 in Heilbronn. 1933 wurde sein Werk als Entartete Kunst eingestuft.
Nach Ende des Zweiten Weltkriegs wurde er von der amerikanischen Militärregierung in Heilbronn zum Art Director ernannt. Ab 1950 waren seine Werke bei zahlreichen Ausstellungen in Süddeutschland zu sehen. U. a. die Stadt Heilbronn und das Regierungspräsidium Stuttgart haben Werke Brenners angekauft. Ab 1970 lebte Brenner in Oberheinriet.
Er ist der Vater des Bildhauers Daniel Brenner, der unter anderem eine Skulptur für die Odenwaldschule gestaltet hat.